# La Califfa
La Califfa è un film del 1970 diretto da Alberto Bevilacqua e tratto dal suo omonimo romanzo del 1964.

## Trama
Irene Corsini, detta Califfa, è una bella operaia che vive nell'Oltretorrente, quella zona popolare a sinistra del torrente Parma che, citando il segnalibro originale, «divide simbolicamente i poveri dai ricchi» in una Parma anni sessanta. La Califfa, vedova di un operaio morto nelle proteste sindacali, si ritrova a divenire amante dell'industriale più potente della città, Annibale Doberdò, il quale proprio grazie a questo amore, in un momento cruciale della sua esistenza, dove si inizia ad avvertire l'insofferenza per quel meccanicistico e spietato mondo dell'industria, trova una nuova vita e la sua libertà.
Annibale Doberdò, che pure non era ignaro delle difficoltà operaie avendo avuto anch'egli un passato da operaio, grazie alla Califfa abbandona la veste dell'imprenditore privo d'anima e tende a porre fine alle rivolte operaie ricorrendo a investimenti sì antiproduttivi ma, citando un dialogo, «umanitari» e volti alla socializzazione, facendo riaprire così una fabbrica precedentemente andata in fallimento.
La vita e le scelte dell'imprenditore, che di fatto con le sue decisioni ha aperto con la gestione comune, la partecipazione agli utili e la socializzazione della fabbrica una nuova via nelle relazioni industriali, spiazzano padroni e sindacati, provocandogli forti inimicizie nella cerchia dei potenti della sua stessa corte, antipatie che porteranno al finale tragico che vede l'assassinio su commissione di Doberdò.

## Colonna sonora
La colonna sonora del film è stata composta da Ennio Morricone ed è stata pubblicata in CD dall'etichetta GDM Music nel 2017. È composta da 29 tracce.
1. Sangue sull'asfalto 2.36
2. La pace interiore 1.15
3. Addio alla fabbrica 1.05
4. Le donne al fiume 1.08
5. Dentro la macchina 2.53
6. Fari nella notte 0.58
7. Finale 2.15
8. La Califfa 2.38
9. Gelo e disprezzo 1.19
10. La donna e la gente 2.38
11. La pace interiore (#2) 1.26
12. Le donne e la campagna 3.41
13. L'impatto 1.39
14. Prima e dopo l'amore 1.57
15. Requiem per un operaio 2.26
16. Le donne al fiume (#2) 1.04
17. La cena 2.42
18. Notturno 1.01
19. Sotto la pioggia 1.46
20. Addio alla fabbrica (#2) 1.03
21. Ricordo di un amico 1.38
22. Trittico per organo 3.31
23. Le donne al fiume (#3) 1.27
24. Dentro la macchina (#2) 1.11
25. Notturno (#2) 1.14
26. Sangue sull'asfalto (#2) 1.12
27. Sotto la pioggia (#2) 2.02
28. Le donne al fiume (#4) 0.48
29. Prima e dopo l'amore (#2) 2.07

## Produzione
Girato tra Parma, Spoleto, Terni, Colleferro e Cesano (Roma).

## Distribuzione
Presentato in concorso al 24º Festival di Cannes, il film è stato distribuito per la prima volta il 31 dicembre 1970 (di conseguenza in molte fonti viene erroneamente considerato come uscito nel 1971).

## Riconoscimenti
- 1971 – David di Donatello
  - Miglior attore protagonista a Ugo Tognazzi
- 1972 – Nastro d'argento
  - Miglior regista esordiente a Alberto Bevilacqua
  - Migliore attrice non protagonista a Marina Berti
  - Candidatura alla migliore fotografia a Roberto Gerardi
- 1971 – Festival di Cannes
  - Candidatura alla Palma d'oro a Alberto Bevilacqua
- 1971 – Globo d'oro
  - Miglior attore a Ugo Tognazzi